# La Chapelle-Blanche-Saint-Martin
La Chapelle-Blanche-Saint-Martin – miejscowość i gmina we Francji, w Regionie Centralnym, w departamencie Indre i Loara.
Według danych na rok 1990 gminę zamieszkiwało 518 osób, a gęstość zaludnienia wynosiła 18 osób/km² (wśród 1842 gmin Regionu Centralnego La Chapelle-Blanche-Saint-Martin plasuje się na 670. miejscu pod względem liczby ludności, natomiast pod względem powierzchni na miejscu 368.).